# Gershon Cahen
Pour les articles homonymes, voir Cahen.
Gershon Cahen (Roger ; 26 novembre 1922-30 juin 2001) est un rabbin orthodoxe consistorial français, directeur de la Yechiva d'Aix-les-Bains. Il travaille en collaboration avec le Rosh Yeshiva, Yitzchak Chaikin.

## Éléments biographiques
Il épouse Jacquelyne Ackerman (1927-2015).
Sa fille aînée Miquette est l'épouse du rabbin Moshe Aryeh Bamberger (1944-2014) de Metz.
Son fils Israël est rabbin et chef de la communauté Kehilat Meshech Chochma à Modiin Illit (Israël)
Son gendre Alain Samuel dirige la Yeshiva Keter Chlomo à Bnei Brak (Israël).